# Арапівська сільська рада
Арапівська сільська рада — орган місцевого самоврядування у Троїцькому районі Луганської області з адміністративним центром у с. Арапівка.

## Загальні відомості
Історична дата утворення: в 1917 році.

## Населені пункти
Сільській раді були підпорядковані населені пункти:
- с. Арапівка
- с. Бараничеве
- с. Кошелівка

## Склад ради
Рада складалася з 12 депутатів та голови.